# Jakob Steiner
Jakob Steiner (Utzenstorf, 18 de março de 1796 — Berna, 1 de abril de 1863) foi um matemático suíço que trabalhou principalmente na área de geometria.
Nasceu na vila de Utzenstorf, em Cantão de Berna. Aos dezoito anos tornou-se aluno de Johann Heinrich Pestalozzi, e logo depois foi estudar em Heidelberg. Em seguida viajou a Berlim, onde se mantinha dando aulas. Logo depois conheceu August Leopold Crelle, que, motivado por suas habilidades e de Niels Henrik Abel — que também passava uma temporada em Berlim —, fundou o periódico «Journal für die reine und angewandte Mathematik», posteriormente conhecido como Crelle.
Em 1832, logo após a publicação de sua obra Systematische Entwickelung, recebeu o grau honorário da Universidade de Königsberg, graças à influência de Carl Gustav Jakob Jacobi, que pessoalmente promoveu em 1834 a criação de uma nova cátedra de geometria em Berlim, com o apoio dos irmãos Alexander e Wilhelm von Humboldt. Steiner ocupou esta cátedra até sua morte, ocorrida em Berna, no dia 1 de abril de 1863.

## Obra
Na matemática, a produção bibliográfica de Steiner centrou-se na geometria, em que procurou aperfeiçoar-se no campo sintético, excluindo totalmente a analítica, a qual odiava e dizia ser uma desgraça para a geometria mesmo quando por ela se obtinham iguais ou melhores resultados. Em seu campo, destacou-se de todos os seus contemporâneos. Suas investigações se distinguem por sua generalização, por suas fontes e pelo rigor de suas demonstrações. Foi considerado o maior gênio da geometria pura desde Apolônio de Perga.

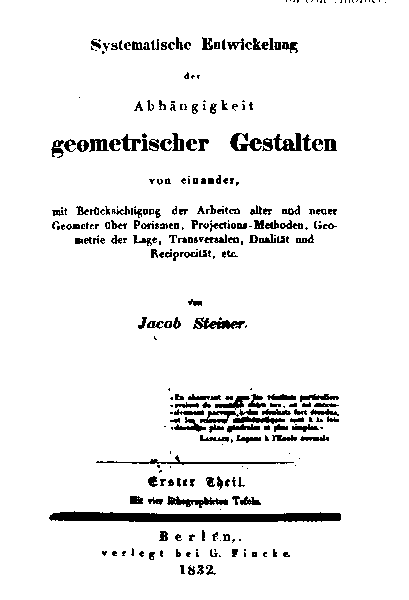
Frontispício de sua primeira obra (1832)

Em sua «Systematische Entwickelung der Abhängigkeit geometrischer Gestalten von einander» Steiner assentou as bases da geometria pura moderna, de onde apresentou as formas geométricas e a correlação entre elas, o que ele chamava de geometria projetiva. Também apresentou, por meio de linhas e pontos, uma nova geração de secções cônicas e superfícies quadráticas de rotação, que levam à natureza das cônicas de forma mais rápida e direta e revela-nos a ligação orgânica das suas inúmeras propriedades e mistérios. Neste trabalho, também, de apenas um volume ao invés dos cinco previstos, nós podemos ver pela primeira vez o princípio da dualidade, como consequência das propriedades fundamentais do plano, da linha e do ponto.
Em um segundo pequeno volume, «Die geometrischen Constructionen ausgeführt mittels der geraden Linie und eines festen Kreises», publicado em 1883 e reeditado em 1895 por Ottingen, Steiner mostra o que já havia sido sugerido por Jean-Victor Poncelet: que todos os problemas de segunda ordem podem ser resolvidos com a ajuda de cortes retos e sem a utilização do compasso, tão rápido quanto um círculo sendo desenhado no papel.
Também escreveu «Vorlesungen über synthetische Geometrie», publicada postumamente em Leipzig por Geiser e Schroeter em 1867. Uma terceira edição foi publicada em 1887.
O restante dos escritos de Steiner foram publicados principalmente no periódico Crelle, cujo primeiro número contém quatro de seus artigos. Os mais importantes se relacionam com as curvas algébricas e superfícies, especialmente o resumo «Allgemeine Eigenschaften algebraischer Curven», que contém somente resultados, sem que fossem escritos os métodos utilizados para obtê-los. Segundo L.O. Hesse, estes escritos, junto com os teoremas de Fermat, constituem desafios para as gerações atuais e futuras. Eminentes analistas sucederam-se na tentativa de provar alguns destes teoremas, mas a prova de todos coube a Luigi Cremona, em seu livro sobre curvas algébricas, mediante um método sintético uniforme.
Outras importantes investigações de Steiner se relacionaram aos máximos e mínimos. Partindo de simples proposições elementares, Steiner avançou para a solução de problemas cuja resolução analítica requeria o cálculo de variações, mas naquela época ultrapassava por completo os poderes do cálculo. Nessa linha de investigação está o artigo Vom Krümmungsschwerpuncte ebener Curven, que contém numerosas propriedades dos pedais e roletas, especialmente suas áreas.

## Fisionomia
Steiner foi descrito por Thomas Archer Hirst da seguinte maneira:

## Publicações selecionadas
- Sur le maximum et le minimum des figures dans le plan, sur la sphère et dans l’espace en général, Journal für die reine und angewandte Mathematik 24, 1842
  - Premier mémoire, S. 93–152
  - Second mémoire. Des figures planes et sphériques, S. 189–250
- Allgemeine Eigenschaften der algebraischen Curven, Journal für die reine und angewandte Mathematik 47, 1854, S. 1–6
- Über solche algebraische Curven, welche einen Mittelpunct haben, und über darauf bezügliche Eigenschaften allgemeiner Curven, so wie über geradlinige Transversalen der letztern, Journal für die reine und angewandte Mathematik 47, 1854, S. 7–105
- Aufgaben und Sätze, bezüglich auf die vorstehende Abhandlung, Journal für die reine und angewandte Mathematik 47, 1854, S. 106–108
- Eigenschaften der Curven vierten Grads rücksichtlich ihrer Doppeltangenten, Journal für die reine und angewandte Mathematik 49, 1854, S. 265–272
- Aufgaben und Lehrsätze, Journal für die reine und angewandte Mathematik 49, 1854, S. 273–278
- Über algebraische Curven und Flächen, Journal für die reine und angewandte Mathematik 49, 1854, S. 333–348
- Über die Flächen dritten Grades, Journal für die reine und angewandte Mathematik 53, 1857, S. 133–141
- Über eine besondere Curve dritter Klasse (und vierten Grades), Journal für die reine und angewandte Mathematik 53, 1857, S. 231–237
- Vermischte Sätze und Aufgaben, Journal für die reine und angewandte Mathematik 55, 1858, S. 356–378
- Carl Friedrich Geiser (Hrsg.): Geometrische Betrachtungen und Lehrsätze, Journal für die reine und angewandte Mathematik 66, 1866, S. 237–266